# Thonne-la-Long
Thonne-la-Long es una comuna francesa situada en el departamento de la Meuse, en la región de Grand Est.

## Demografía
| 218 | 204 | 162 | 137 | 137 | 181 | 344 |
| Para los censos de 1962 a 1999 la población legal corresponde a la población sin duplicidades (Fuente: INSEE [Consultar]) |     |     |     |     |     |     |